# Agfa-Gevaert
De Agfa-Gevaert Groep is een Belgische multinational. De onderneming ontwikkelt, produceert en verkoopt analoge en digitale beeldvormingssystemen, IT-systemen en producten gebruikt in de waterstofproductie-industrie. 
Het hoofdkantoor en de moedermaatschappij van de Agfa-Gevaert Groep zijn gevestigd in Mortsel, België. De grootste productie- en onderzoekscentra van de Groep zijn gevestigd in België, de Verenigde Staten, Canada, Duitsland, China en Brazilië. De Groep is wereldwijd commercieel actief via eigen verkooporganisaties in meer dan 30 landen. In landen waar de Groep geen eigen verkooporganisatie heeft, wordt de markt bediend door een netwerk van agenten en vertegenwoordigers.

## Activiteiten
De Agfa-Gevaert Groep telt drie divisies:
- HealthCare IT is een pionier in IT-systemen voor de gezondheidszorgsector. Het biedt ziekenhuizen en andere zorgorganisaties IT-systemen voor het beheer van medische beelden en de bijbehorende data. Het vlaggenschip van de divisie is het Enterprise Imaging-platform. Deze oplossing creëert voor elke patiënt een echt beeldvormingsdossier met alle medische beelden, in welke afdeling of vestiging die ook gemaakt zijn. In 2024 had deze divisie een omzetaandeel van 21%.[1]
- Radiology Solutions is een belangrijke speler op de markt van de diagnostische beeldvorming en levert analoge en digitale beeldvormingstechnologie voor gespecialiseerde artsen in ziekenhuizen en beeldvormingscentra. In 2024 was deze divisie goed voor 34% van de totale omzet.
- Digital Print & Chemicals bedient een grote verscheidenheid aan industrieën. De divisie levert sign & display-drukkerijen grootformaatinkjetprinters met aangepaste inkten, aangedreven door specifieke workflow software. Daarnaast ontwikkelt ze inkjetinkten en vloeistoffen voor industriële inkjettoepassingen waardoor fabrikanten print kunnen integreren in hun bestaande productieprocessen. Het biedt ook speciale inkjetinkten voor specifieke hightech industrieën zoals de gedrukte elektronica-industrie. Verder levert deze divisie Zirfon-membranen aan de waterstofproductie-industrie en produceert ze een breed assortiment van bedrukbare synthetische papiersoorten. Het omzetaandeel was 38% in 2024.

Per jaareinde 2024 had het bedrijf activa ter waarde van € 1377 miljoen en een eigen vermogen van € 324 miljoen.

### Resultaten
De hoge winst in 2020 was het resultaat van de verkoop van informatie technologie activiteiten aan de Dedalus Groep. Deze groep betaalde € 0,95 miljard voor de activiteiten, waaruit een boekwinst resulteerde van € 0,7 miljard.
| Jaar | Omzet         | Bruto- winst  | Netto- resultaat | Werknemers |
| Jaar | (× € miljoen) | (× € miljoen) | (× € miljoen)    | Werknemers |
| ---- | ------------- | ------------- | ---------------- | ---------- |
| 2010 | 2948          | 998           | 105              | 11.766     |
| 2015 | 2646          | 842           | 62               | 10.241     |
| 2020 | 1709          | 494           | 613              | 7337       |
| 2021 | 1760          | 497           | −17              | 6993       |
| 2022 | 1857          | 528           | −221             | 6580       |
| 2023 | 1150          | 359           | −102             | 4847       |
| 2024 | 1138          | 353           | −92              | 4586       |

## Geschiedenis

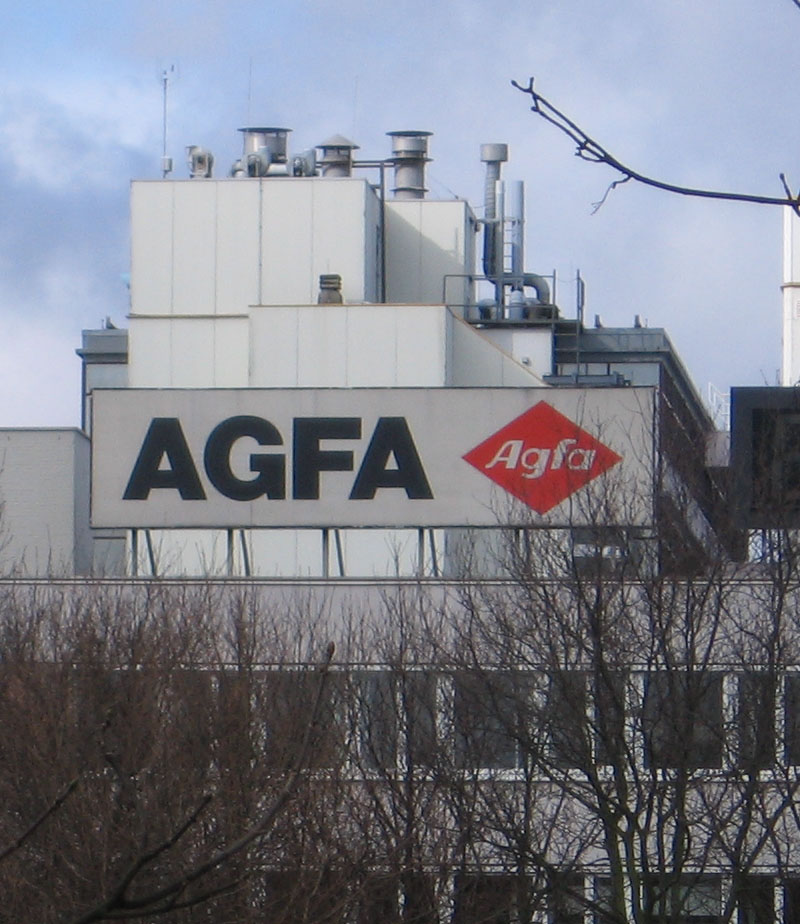
Logo op gebouw

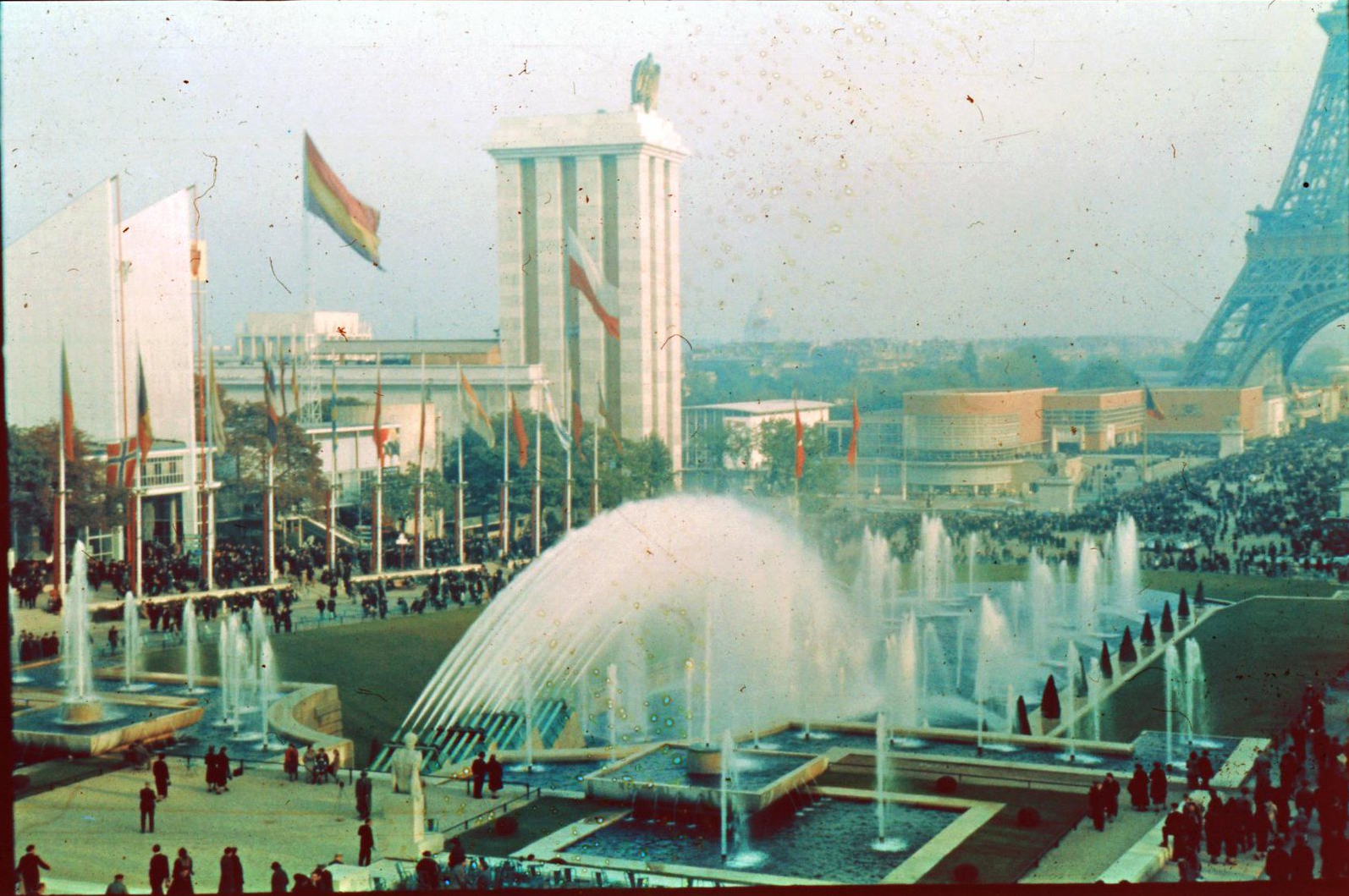
Parijs in 1937 op een Agfacolor-foto (1936).

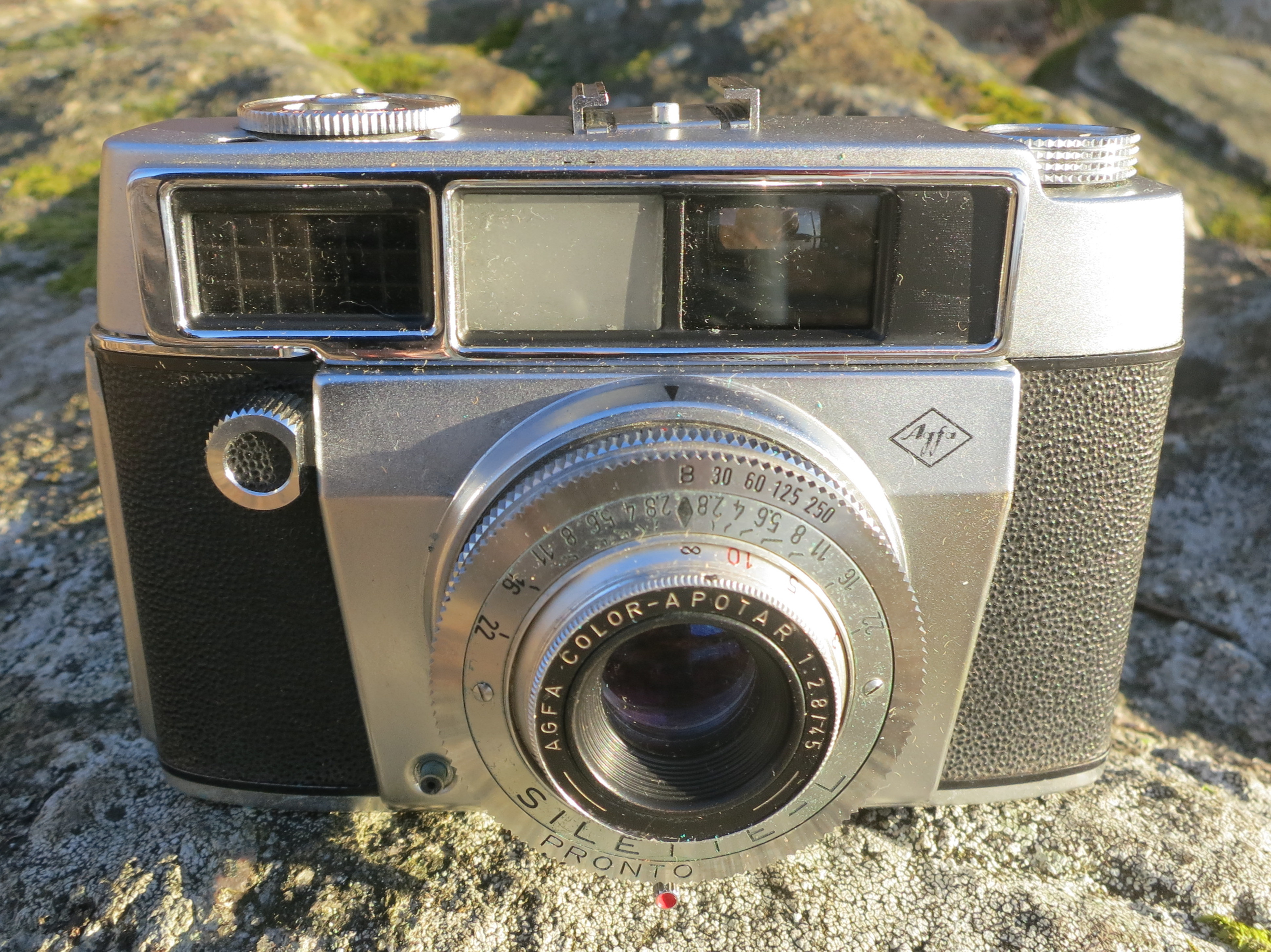
De Agfa Silette-L camera uit 1959.

Agfa-Gevaert was lange tijd bij het grote publiek vooral bekend als producent van fotorolletjes en andere producten voor amateur- en professionele fotografen. De afdeling Consumer Imaging AgfaPhoto – die deze activiteiten groepeerde – werd in 2004 echter verkocht. Sinds de verkoop van Consumer Imaging AgfaPhoto is Agfa-Gevaert volledig op business-to-business-activiteiten gericht.
- 1867 Oprichting van de Aktiengesellschaft für Anilinfabrikation nabij Berlijn. Aanvankelijk produceerde Agfa vooral kleurstoffen. De oprichters waren Paul Mendelssohn-Bartholdy en Carl Alexander von Martius.
- 1894 Oprichting van L. Gevaert en Cie. in Antwerpen door Lieven Gevaert en zijn moeder.
- 1898 Start van de röntgenfilmproductie.
- 1903 Productie van de eerste cinematografische film.
- 1921 Start van drukplatenproductie.
- 1925 Agfa wordt een onderdeel van IG Farben. In de oorlog moeten dwangarbeiders er ontstekingsmechanismen voor wapensystemen assembleren. Na de Tweede Wereldoorlog wordt dat bedrijf weer opgesplitst, zodat Agfa weer onafhankelijk is.
- 1936 Agfacolor
- 1953 Agfa komt voor 100% in het bezit van Bayer.
- 1964 Samensmelting van Agfa en Gevaert. De nieuwe groep krijgt de naam Agfa-Gevaert. Ze was voor 50% in het bezit van Bayer en voor 50% van de holding Gevaert.
- 1971 Op 3 juni legden 9.000 werkers het werk neer voor een grote staking. De stakers, gesteund door de vakbonden, waren misgenoegd over de nieuwe arbeidsvoorwaarden.[3]
- 1981 Door een plotse verzevenvoudiging van de prijs van het zilver, een essentiële grondstof, komt Agfa-Gevaert in kapitaalsproblemen. Bayer levert het nodige kapitaal en wordt voor 100% eigenaar van Agfa-Gevaert.[4] De holding Gevaert gaat in België verder. Ze bestaat tot 2006.
- 1988 Overname van drukvoorbereidingsbedrijf Compugraphic (VS).
- 1991 Verkoop magneetband-activiteiten.
- 1996 Overname van de filmplatendivisie van Hoechst.
- 1998
  - Overname van de film- en drukplatenproductie van DuPont.
  - Verkoop copiers-activiteiten.
  - Overname van CEA, een Zweedse verdeler van röntgenfilm.
  - Overname van Monotype, een specialist in typografische software.
- 1999
  - Overname van Sterling Diagnostic Imaging (röntgenfilm en -apparatuur).
  - Agfa-Gevaert wordt als zelfstandige onderneming op de beurzen van Brussel en Frankfurt genoteerd.
- 2000 Overname van Quadrat, een Gentse ontwikkelaar van medische software voor radiologie-informatiesystemen.
- 2001
  - Overname van Autologic, een Amerikaanse producent van systemen voor drukvoorbereidingsautomatisatie.
  - Overname van Talk Technology, een ontwikkelaar van medische spraakherkenningsystemen.
  - Stopzetting productie en verkoop van desktop scanners en digitale fotocamera's.
- 2002
  - Overname van Mitra Imaging Inc., een ontwikkelaar van beeldvormingsystemen en IT-systemen voor de gezondheidszorg.
  - Bayer verkoopt zijn resterende aandeel van 30% in Agfa-Gevaert.
- 2003
  - Opening nieuwe drukplatenfabriek in Wuxi, China.
  - Verkoop afdeling niet-destructief materiaalonderzoek aan General Electric.
- 2004
  - Overname van Dotrix, een Belgische producent van digitale kleurendruksystemen voor industriële toepassingen.
  - Overname van Lastra, een Italiaanse producent van drukplaten, chemicaliën en apparatuur voor de drukindustrie.
  - Verkoop van de afdeling Consumer AgfaPhoto[5]
  - Overname van ProImage, een Israëlische ontwikkelaar van digitale workflowsystemen voor drukkerijen.
  - Overname van Symphonie On Line, een Franse onderneming gespecialiseerd in ziekenhuisinformatiesystemen.
  - Verkoop van Monotype.
- 2005
  - Overname van GWI, een Duitse ontwikkelaar van ziekenhuisinformatiesystemen.
  - Overname van Heartlab, Inc., een Amerikaanse ontwerper van digitale beeld- en informatiesystemen voor cardiologie.
  - Overname van Med2Rad een Italiaanse ontwerper van radiologie-informatiesystemen.
- 2009
  - Overname van Insight Agents, een Europese ontwerper en producent van contrastmedia.
  - Overname van Gandi Innovations, een producent van breedformaat-inkjetsystemen.
- 2010
  - Agfa Graphics en Shenzhen Brothers creëren de joint venture Agfa Graphics Asia om hun posities in de regio's Groter China en ASEAN te verstevigen.
  - Overname van de Harold M. Pitman Company, een Amerikaanse leverancier van producten en systemen voor de grafische industrie.
- 2011 
  - Overname van WPD, een Braziliaanse ontwerper van IT-systemen voor de gezondheidszorg.
- 2020
  - Verkoop van een deel van de activiteiten van Agfa HealthCare aan de Italiaanse groep Dedalus. De verkochte activiteiten hebben vooral betrekking op  Healthcare Information Solutions en Integrated Care.
  - Agfa-Gevaert treedt toe tot de European Clean Hydrogen Alliance, die alle betrokkenen in de waardeketen rond waterstof samenbrengt.
- 2022
  - Aankoop van het Britse Inca Digital Printers voor € 54 miljoen dat ultrasnelle multi-pass printers maakt.
- 2023
  - Verkoop van de divisie Offset Solutions aan Aurelius Groep voor € 46 miljoen.
- 2024
  - In november werd aangekondigd dat 530 banen bedreigd worden. De vraag naar klassieke film is sterk afgenomen, het is in die afdeling dat jobs zouden sneuvelen.[6]